# Municipio de Pivka
Pivka es un municipio de Eslovenia, situado en el suroeste del país, en la región de Litoral-Carniola Interior. Su capital es Pivka.
En 2018 tiene 6044 habitantes.
El municipio comprende las localidades de Buje, Dolnja Košana, Drskovče, Čepno, Gornja Košana, Gradec, Juršče, Kal, Klenik, Mala Pristava, Nadanje selo, Narin, Neverke, Nova Sušica, Palčje, Parje, Petelinje, Pivka (la capital), Ribnica, Selce, Slovenska vas, Stara Sušica, Suhorje, Šilentabor, Šmihel, Trnje, Velika Pristava, Volče y Zagorje.
El municipio fue creado el 3 de octubre de 1994 al separarse del vecino municipio de Postojna.